# William Richard Annesley
William Richard Annesley (21. února 1830, Dublin – 10. srpna 1874, Cowes) byl anglo-irský politik a 4. hrabě Annesley.

## Život
Narodil se 21. února 1830 v Dublinu jako syn Williama Annesleye, 3. hraběte Annesley a jeho druhé manželky Priscilly Cecilie Moore. Studoval na Univerzitě v Cambridgi. V srpnu 1838 po smrti svého otce zdědil titul hraběte Annesley. I přes jeho titul nebyl přijat do Sněmovny lordů.
Roku 1852 byl zvolen do dolní sněmovny pro Great Grimsby. Roku 1867 byl zvolen Reprezentantem irské šlechty.
Zemřel svobodný a bezdětný10. srpna 1874 v Cowes.